# Novidades da Semana (Semana Ilustrada)
Novidades da Semana foi uma coluna publicada pela revista Semana Ilustrada de 24/4/1864 a 28/10/1866, assinada pelo pseudônimo coletivo Dr. Semana, que encobria vários colaboradores, entre eles Machado de Assis. Posteriormente essa seção passou a se chamar "Pontos e Vírgulas" (4/11/1866-13/6/1869) e mais adiante "Badaladas" (20/6/1869-19/3/1876). Como vários escritores compartilhavam o mesmo pseudônimo, fica difícil saber quem escreveu cada uma. "Dr. Semana foi um pseudônimo frequente da Semana Ilustrada, revista voltada a charges, caricaturas e sátiras políticas de meados do século XIX [...]"

## Atribuição de crônicas a Machado de Assis

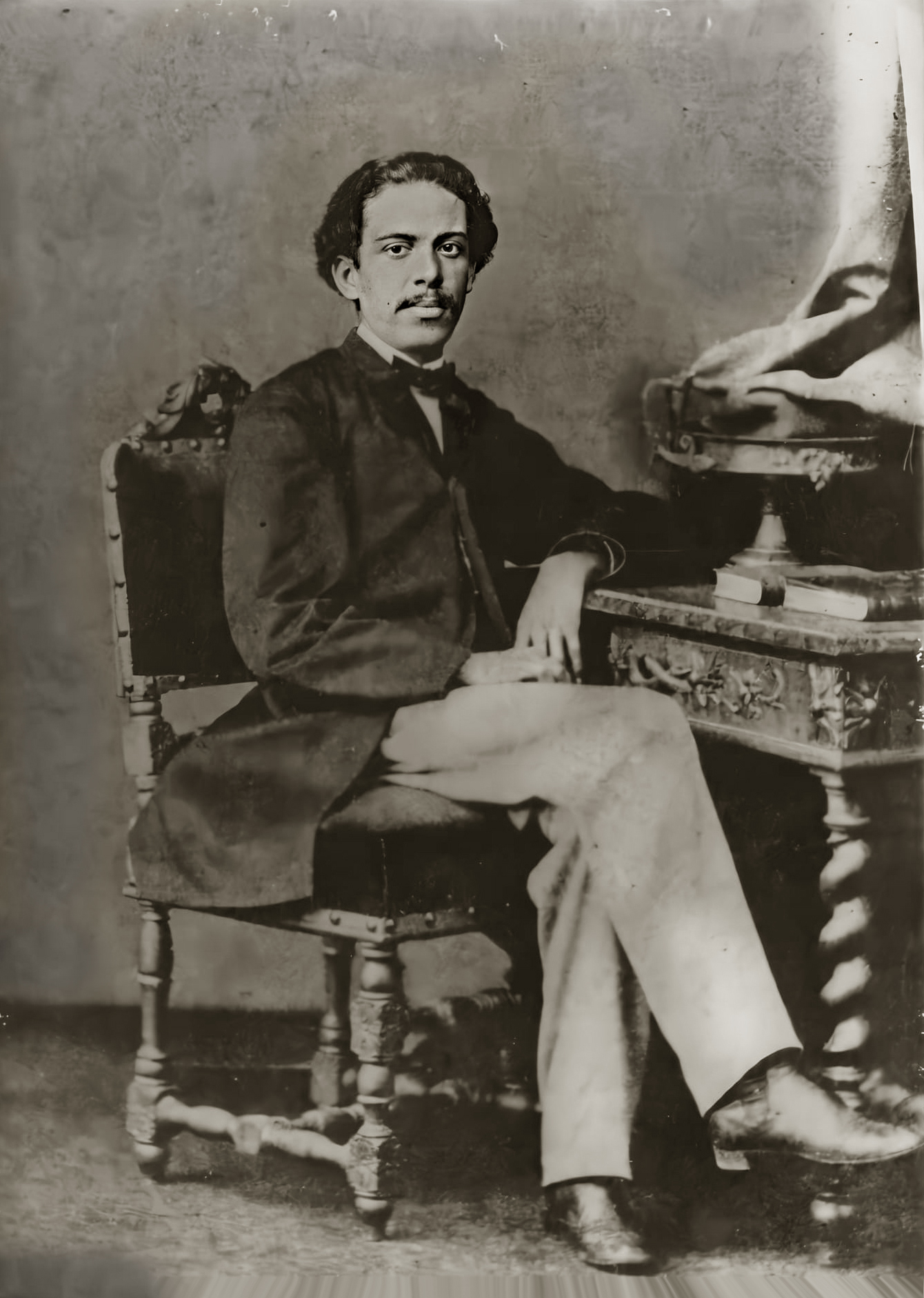
Machado de Assis aos 25 anos

A primeira edição póstuma das Obras Completas de Machado de Assis, de 1937, em 31 volumes, pela Editora W. M. Jackson, atribui sete crônicas dessa coluna a Machado de Assis, de 24 de abril, 1o, 8, 15 e 22 de maio e 19 e 26 de junho de 1864, incluindo-as nas "Crônicas do Dr. Semana" que até hoje são reeditadas. Na época Machado era jovem, tendo completado 25 anos em 21 de junho. e, como diz o título da coluna, os textos versavam sobre as atualidades da política e da cultura. 
Um tema recorrente nessas crônicas é a falta de sessões na Câmara dos Deputados, por ausência dos "representantes da pátria". Na coluna de 26 de junho de 1864, escreve o autor:

O carrancudo sol fechou o sobrecenho e, amuado, escondeu-se por detrás das nuvens, que não há mais vê-lo.

O corpo legislativo (que é o nosso sol político) entendeu que devia fazer o mesmo. E, escondido embaixo dos lençóis, tem deixado desertas ambas as casas do parlamento.
Na crônica de 1o de maio de 1864 Machado deplora que um "drama monumental" sobre Cristóvão Colombo, com "caravelas de pau pintado" e 158 atores, uma "maravilha do século XIX", "ia passando despercebida", enquanto para uma peça dramática "vulgar e sensaborona" chamada A punição "já estão convidadas todas as pessoas de mau gosto do Rio de Janeiro".
O espírito brincalhão, de nonsense, do Bruxo do Cosme Velho está presente na crônica de 8 de maio de 1864, que começa com o autor prevenindo o leitor de que o aquele artigo será longo e por isso fará um resumo inicial, ao final do resumo anuncia que "vou começar o artigo" e aí... o artigo termina abruptamente!
O pesquisador Raimundo Magalhães Júnior atribuiu também a Machado a crônica em versos sobre as notícias da semana ("Tais são / As notícias da semana; São poucas mas de bom peso") publicada em 9 de setembro de 1866, incluindo-a em seu Contos e Crônicas, um de seus sete livros publicados entre 1956 e 1958 com textos de Machado até então inéditos em livro. Os versos humorísticos da crônica lembram os da "Gazeta de Holanda".